# Elena Loyo
Elena Loyo Menoyo (Zuya, Álava, 11 de enero de 1983) es una corredora de larga distancia española.

## Biografía
Estudió ingeniería técnica mecánica. Mientras estudiaba la carrera, trabajó de camarera, daba clases particulares y trabajó de modelo para tener una independencia económica. Fue Miss Álava en el año 2005.

### Trayectoria deportiva
Comenzó a correr en el año 2010, a los 27 años, logrando buenas marcas, cerca del podio o ganando en las carreras populares. Ello le hizo decidirse por dedicarse profesionalmente al atletismo y contar con Martín Fiz como entrenador. Es corredora del club Bilbao Atletismo Santutxu. Uno de sus sueños, ir a los Juegos Olímpicos de Tokio 2020.
En el año 2019 fue la primera española en ganar la EDP Media maratón de Madrid cuatro ediciones. Ese mismo año, una lesión en el pie izquierdo le impidió participar en los Mundiales de atletismo de Doha.
En el año 2020 revalidó en Sagunto el título de campeona de España con un tiempo de 1h12:22 -récord personal y de Euskadi. En el año 2019 logró el mismo título en Sant Cugat del Vallés. Gracias a este título se aseguró la plaza para el Campeonato del Mundo de medio maratón y para el Campeonato de Europa de París.

## Palmarés

### Campeonatos nacionales
| Año  | Campeonato                  | Ciudad                | Pos. | Modalidad     | Tiempo   |
| 2016 | Campeonato de Euskadi       | San Sebastián         | 1    | 5000 m        | 17:03.35 |
| 2017 | Campeonato de Euskadi       | Durango               | 1    | 5000 m        | 16:52.00 |
| 2017 | Campeonato de España        | Santander             | 2    | 10 km en Ruta | 33:58    |
| 2017 | Campeonato de España        | Granollers            | 2    | Media Maratón | 1:13:31  |
| 2018 | Campeonato de España        | Melilla               | 2    | Media Maratón | 1:14:00  |
| 2019 | Campeonato de España        | Sant Cugat del Vallés | 1    | Media Maratón | 1:13:16  |
| 2020 | Campeonato de España        | Puerto de Sagunto     | 1    | Media Maratón | 1:12:22  |
| 2020 | Campeonato de España Clubes | Soria                 | 1    | Cross         |          |

### Campeonatos internacionales
| Año  | Campeonato                             | Ciudad, País          | Pos. | Modalidad     | Tiempo  |
| 2018 | Campeonato de Europa de Campo a Través | Tilburg, Países Bajos | 61   | Cross         | 28:47   |
| 2018 | Campeonato del Mundo                   | Valencia, España      | 55   | Media Maratón | 1:14:19 |
| 2018 | Juegos Mediterráneos                   | Tarragona, España     | 3    | Media Maratón | 1:16:20 |
| 2018 | Campeonato de Europa                   | Berlín, Alemania      | 23   | Maratón       | 2:37:54 |

## Premios y reconocimientos
- 2019 Premios SER de Álava, con Martín Fiz.[12]